# Hemarthria sibirica
Hemarthria sibirica är en gräsart som först beskrevs av Michel Gandoger, och fick sitt nu gällande namn av Jisaburo Ohwi. Hemarthria sibirica ingår i släktet Hemarthria och familjen gräs. Inga underarter finns listade i Catalogue of Life.